# Mattawa River
Der Mattawa (englisch Mattawa River; französisch Rivière Mattawa) ist ein Fluss, der die kanadische Provinz Ontario durchfließt.
Er entspringt im Osten von North Bay dem Trout Lake und mündet 54 km flussabwärts in den Ottawa River.

## Verlauf
Der Fluss fließt entlang einer alten Verwerfung durch das Hochland von Algoma. Vom Lake Talon bis Mattawa bildet er einen Canyon mit bis zu 150 Meter hohen Wänden.

## Geschichte

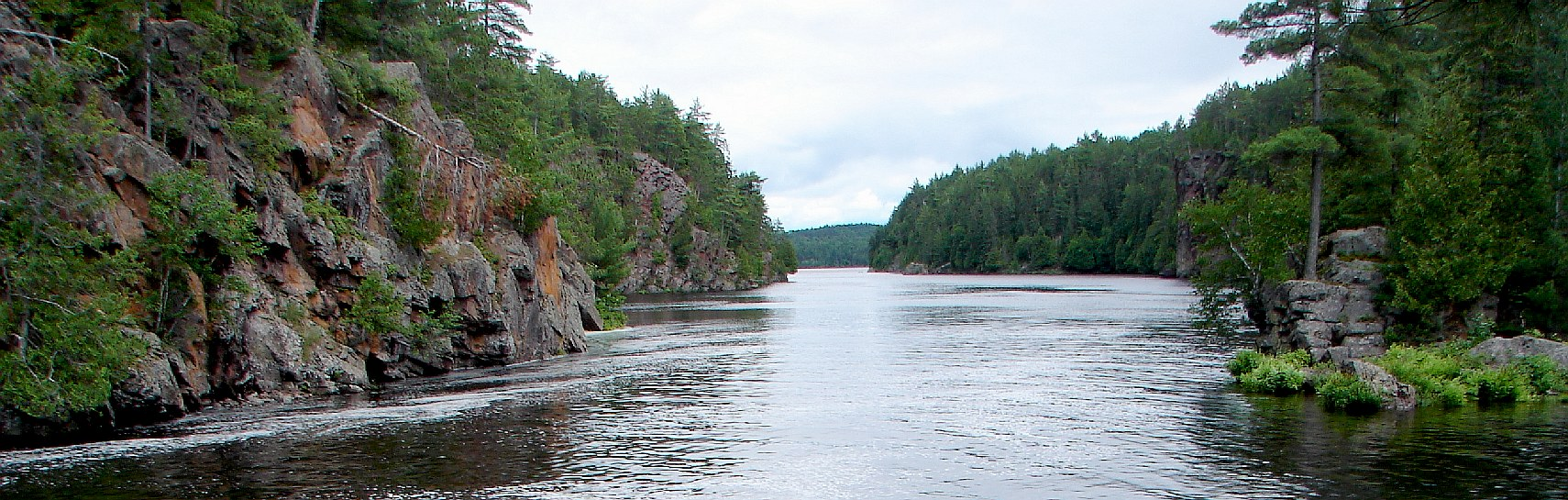
Mattawa nahe dem Lake Talon

Mattawa bedeutet in der Sprache der Anishinabe „Zusammentreffen der Wasser“. Der Fluss stellte für die ansässigen Indianerstämme sowie für die ersten Siedler in der Umgebung einen wichtigen Verkehrsweg dar. Er wurde vor allem für den ausgiebigen Pelzhandel genutzt, der die Stadt Mattawa zu einem wichtigen Umschlagplatz florieren ließ.
Im 19. Jahrhundert eröffnete der Fluss den Zugang zu großen und noch unberührten Waldflächen von Weymouth-Kiefern. Die Stämme wurden über den Fluss hinab geflößt. Flößen ist auch heute noch ein wichtiges Berufsfeld der Region. Hauptsächlich wird der Fluss jedoch für Freizeitaktivitäten genutzt. Außerdem liegen zwei Naturparks entlang des Mattawa.

## Schutzgebiete
43 km des Mattawa River wurden 1988 als Canadian Heritage River („Kanadisches Naturerbe“) erklärt und 1999 bis zur Mündung in den Ottawa River erweitert.
Außerdem wurde die Strecke vom French River über den See Lake Nipissing, den La Vase River, die La Vase Portages zum Trout Lake, dem Ursprung des Mattawa River, für das Canadian Heritage Rivers System nominiert.
Der Mattawa River Provincial Park und der Samuel de Champlain Provincial Park liegen am Flusslauf.

## Nebenflüsse
- Amable du Fond River
- Kaibuskong River
- North River (Rivère du Nord)